# 세컨드핸드 세레나데
세컨드핸드 세레나데(Secondhand Serenade)는 미국의 록 밴드이다. 기타, 피아노, 보컬 전부 존 베즐리가 담당한다.